# Bispebjergkredsen
 Ikke at forveksle med Bispebjergkredsen (1920-2006).
Bispebjergkredsen (før 2014 kaldet Utterslevkredsen) er en opstillingskreds i Københavns Storkreds, der blev dannet ved Strukturreformen i 2007.
Opstillingskredsen ligger i den nordlige del af Københavns Kommune og omfatter dele af tre tidligere valgkredse: Ryvangkredsen, Husumkredsen og Bispeengkredsen samt hele den mindre kreds som indtil 2007 hed Bispebjergkredsen. Området defineres som:
"Den del af København, som begrænses af Rymarksvej, en linje mod øst til Ringbanen, Ringbanen, kommunegrænsen til Frederiksberg Kommune, Borups Allé, Hareskovvej, Hyrdevangen, Hyrdevangens forlængelse fra dennes udmunding i Folevadsvej, en linje løbende langs vestsiden af Folevadsvej, idet dog begge sider af Folevadsvej er omfattet, Mosesvinget, Horsebakken til kommunegrænsen til Gladsaxe og Gentofte Kommuner."

Kredsens afstemningsområder og deres tidligere tilhørsforhold:
- 6. Utterslev – består af tidligere 15. Bispebjerg (vest for Tagensvej, syd for Tuborgvej, syd og vest for Bispebjerg Kirkegård, syd for Mosesvinget) samt østlige del af afstemningsområdet 7. øst i tidligere Husumkredsen (øst for Hareskovvej og Hyrdevangen, dvs. området omkring Utterslev Torv).
- 6. Nord − består af tidligere 15. Bispebjerg (nord og øst for Tagensvej, nord for Tuborgvej samt nord og øst for Bispebjerg Kirkegårds sydlige og vestlige afgrænsning og nord for Mosesvinget) samt tidligere afstemningsområde 15. Nord. Begge tidligere Bispebjergkredsen.
- 6. Øst – består af afstemningsområde 1. Vest i den tidligere Ryvangkredsen.
- 6. Vest
- 6. Syd – består af afstemningsområde 12. Nord i den tidligere Bispeengkredsen.

## Folketingskandidater (i Bispebjergkredsen) pr. 25-12-2018
| Liste | Parti                       | Kandidat | Bemærk                                                           |
| ----- | --------------------------- | --- | ---------------------------------------------------------------- |
| A     | Socialdemokratiet           | Lone Larsen |                                                                  |
| B     | Radikale Venstre            | |                                                                  |
| C     | Det Konservative Folkeparti | Anne Hansen |                                                                  |
| D     | Nye Borgerlige              | |                                                                  |
| F     | Socialistisk Folkeparti     | |                                                                  |
| I     | Liberal Alliance            | |                                                                  |
| O     | Dansk Folkeparti            | Søren Hald |                                                                  |
| V     | Venstre                     | Vakant |                                                                  |
| Ø     | Enhedslisten                | Jonathan Simmel |                                                                  |
| Å     | Alternativet                | Uffe Elbæk, Carolina Magdalene Maier, Kåre Traberg Smidt, Jan Kristoffersen, Asbjørn William Ammitzbøll Flügge, Henrik Marstal, Jonathan Ries, Nina Svane-Mikkelsen, Shahzad Riaz, Rolf Bjerre, Mette Rose Nielsen | Er opstillet i samtlige opstillingskredse i Københavns Storkreds |